# Centrale nucléaire de Zaporijjia
Pour les articles homonymes, voir Zaporijjia (homonymie).
La centrale nucléaire de Zaporijjia (en ukrainien : Запорізька АЕС, ЗАЕС ; en russe : Запорожская АЭС, ЗАЭС) se trouve en Ukraine, dans l'oblast de Zaporijjia, sur le territoire de la ville d'Enerhodar, à 56 km au sud-ouest de Zaporijjia, sur les berges du réservoir de Kakhovka, alimenté par les eaux du fleuve Dniepr.. Elle comprend six réacteurs nucléaires VVER de 1 000 MW chacun, dont les cinq premiers sont entrés en service entre 1985 et 1989, et le sixième a été mis en route en 1995. Disposant d'une puissance nette électrique totale de 5 700 MW, c'est la centrale nucléaire la plus puissante et l'une des quatre centrales nucléaires fonctionnelles du pays exploitées par la Compagnie nationale de production d'énergie nucléaire d'Ukraine Energoatom.
Devenue l'un des enjeux stratégiques du conflit russo-ukrainien, elle a été périodiquement endommagée ou menacée par des bombardements proches, mise à l'arrêt en juin 2023 à la suite de l'invasion de l'Ukraine par la Russie. Sous contrôle russe depuis 2022, plusieurs réacteurs ont peut-être manqué de bore (utilisé sous forme d'acide borique, comme absorbeur de neutrons, pour modérer ou stopper la réaction nucléaire d'un réacteur, en urgence notamment),. En mai 2025, l'AIEA alerte sur le fait que durant cette guerre, le site a perdu toute alimentation électrique hors site à huit reprises.

## Caractéristiques du site

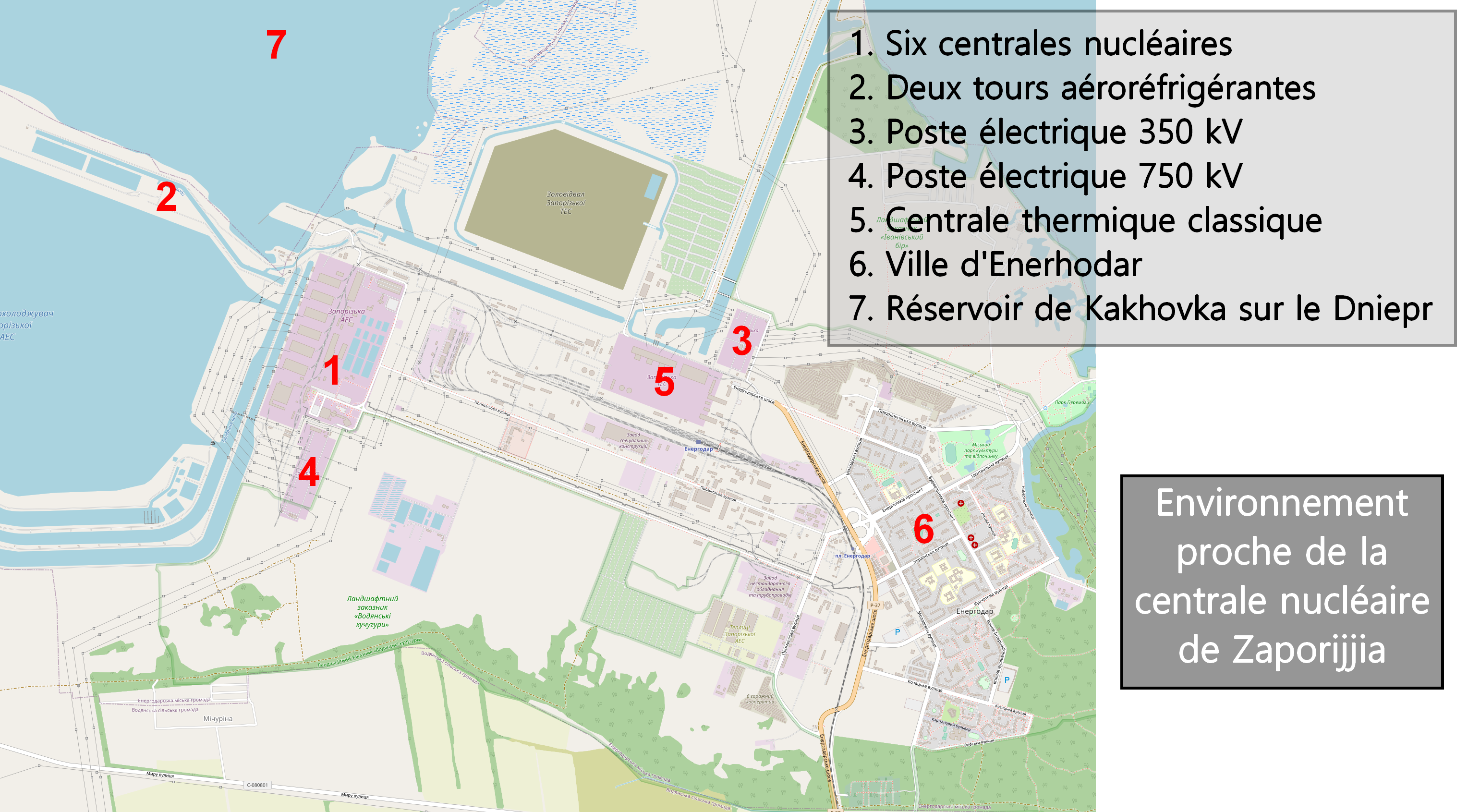
Environs du site nucléaire de la centrale.

La puissance thermique de la centrale, qui atteint pratiquement 20 000 MWth (mégawatts thermiques), exige d'énormes quantités d'eau de refroidissement provenant du Dniepr, qui a été élargi spécialement pour ce site.
Une partie du combustible usé est stockée dans des piscines de stockage qui sont protégées par les enceintes de confinement des réacteurs. Une autre partie du combustible nucléaire usé est stockée dans des containers d'entreposage à sec, laissés à l'air libre.
Après l'arrêt du dernier réacteur de la centrale nucléaire de Tchernobyl, en l'an 2000, l'activité de la centrale de Zaporijjia a été maintenue à un niveau très élevé pour assurer les besoins électriques du pays. Ses six réacteurs ont alors produit environ 37 à 38 TWh par an, soit un cinquième de la production d'électricité ukrainienne.
La centrale est connectée au réseau électrique ukrainien par quatre lignes électriques de 750 kV et une ligne de 330 kV, cette dernière étant située à proximité d'une centrale thermique. Ce même réseau lui fournit son alimentation électrique de secours.
Depuis l'invasion de l'Ukraine par la Russie en 2022, le réseau électrique d'Ukraine — qui était branché sur le réseau russe — a été basculé sur le réseau européen.
| Nom du réacteur | Modèle        | Puissance brute (MW) | Puissance nette (MW) | Début de construction | Raccordement au réseau | Mise en service commerciale |
| --------------- | ------------- | -------------------- | -------------------- | --------------------- | ---------------------- | --------------------------- |
| Zaporijjia-1    | VVER-1000/320 | 1000                 | 950                  | 1er avr. 1980         | 10 déc. 1984           | 25 déc. 1985                |
| Zaporijjia-2    | VVER-1000/320 | 1000                 | 950                  | 1er janv. 1981        | 22 juill. 1985         | 15 fév. 1986                |
| Zaporijjia-3    | VVER-1000/320 | 1000                 | 950                  | 1er avr. 1982         | 10 déc. 1986           | 5 mars 1987                 |
| Zaporijjia-4    | VVER-1000/320 | 1000                 | 950                  | 1er avr. 1983         | 18 déc. 1987           | 14 avr. 1988                |
| Zaporijjia-5    | VVER-1000/320 | 1000                 | 950                  | 1er nov. 1985         | 14 août 1989           | 27 oct. 1989                |
| Zaporijjia-6    | VVER-1000/320 | 1000                 | 950                  | 1er juin 1986         | 19 oct. 1995           | 17 sept. 1996               |

## Sûreté

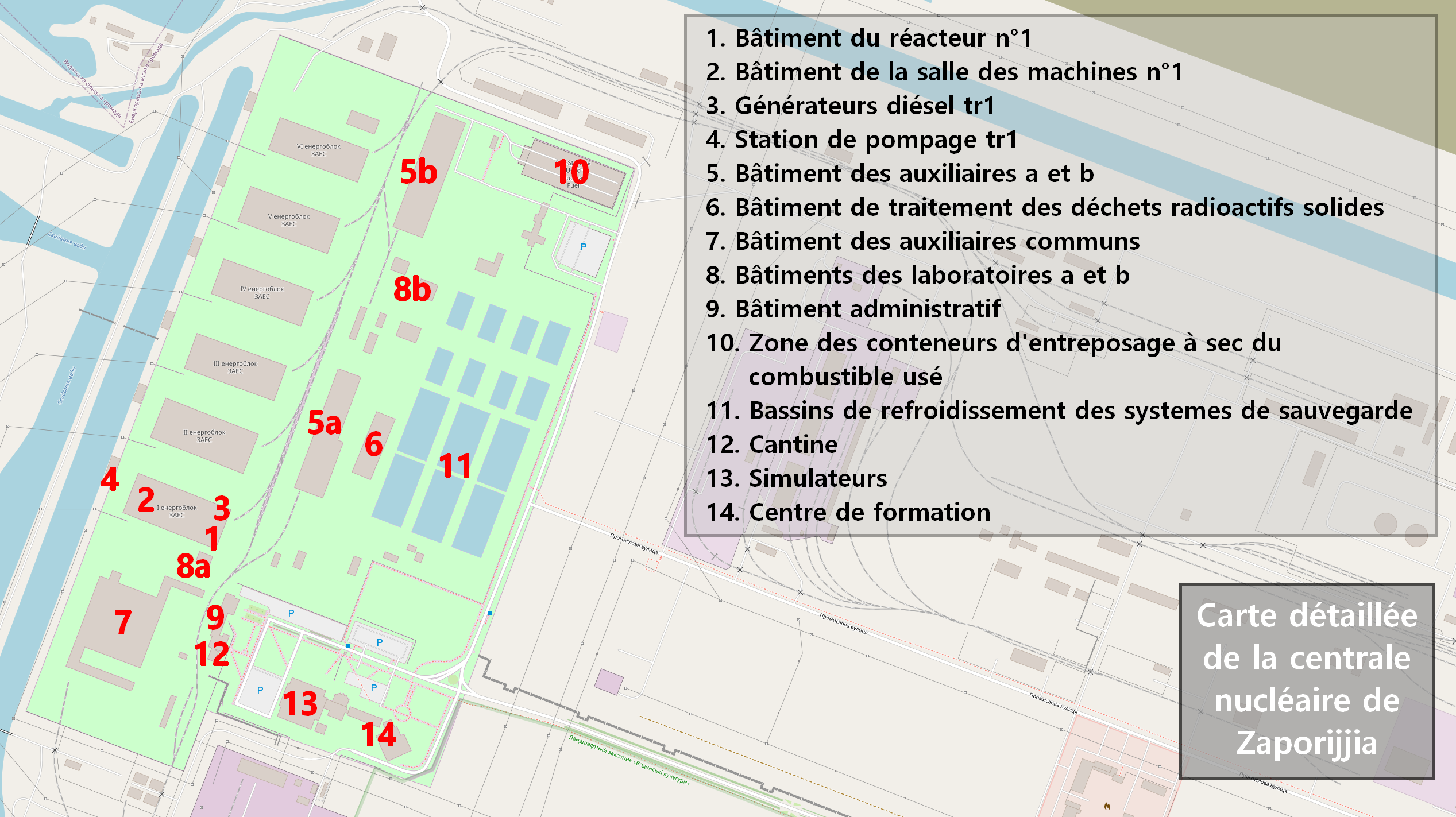
Localisation des bâtiments du site nucléaire de la centrale.

Un des scénarios redoutés concerne la non-disponibilité des alimentations électriques qui permettent de faire fonctionner les systèmes de surveillance et de sauvegarde de la centrale. En cas de perte totale de ces alimentations électriques dites « externes », la centrale peut tenter de s'autoalimenter avec l'électricité qu'elle produit, mode de fonctionnement appelé « îlotage ». Si cela ne fonctionne pas, chaque réacteur dispose de trois groupes électrogènes de secours (6,6 kV) pour faire face à cette situation, sachant qu'un seul groupe électrogène est suffisant pour maintenir le réacteur dans un état sûr durant 10 jours au bout desquels un réapprovisionnement en carburant serait nécessaire, selon une note de l'Institut de radioprotection et de sûreté nucléaire (IRSN). En outre, deux groupes électrogènes, protégés contre les agressions et les actes de malveillance (bunkerisés), sont également présents sur le site.
Le deuxième scénario redouté est la perte du refroidissement des réacteurs, actuellement par un bassin de rétention depuis la destruction du barrage hydroélectrique de Kakhovka en juin 2023.
Lorsque les réacteurs sont en production, les installations sont refroidies par de l'eau pompée dans un bassin de rétention, isolé du Dniepr, alimenté par la centrale thermique de Zaporijjia au nord du site. Lorsque les réacteurs sont à l'arrêt, ou en cas de situation accidentelle, le refroidissement peut être assuré par des bassins équipés de systèmes d'aspersion, appelés bassins fontaines, durant une certaine période.

## Histoire

### 1980-1986: construction des cinq premiers réacteurs
La centrale de Zaporijjia a été financée et conçue à l'époque soviétique, alors que l'Ukraine faisait partie de l'URSS.

### 1986-1996: chantier du sixième réacteur
En dépit de la catastrophe de Tchernobyl qui s'est produite à partir du 26 avril 1986, au nord de l'Ukraine, la construction du 6e réacteur de la centrale de Zaporijjia est lancée le 1er juin 1986. Toutefois, alors que les cinq premiers réacteurs avaient été construits en cinq ans, ce 6e réacteur mettra dix ans avant d'être achevé et de démarrer.

### 2014: conflit Russo-ukrainien
La centrale nucléaire de Zaporijjia est située à environ 200 km de la zone des combats de la guerre du Donbass. Le 31 août 2014, un expert allemand de l'ONG Greenpeace déclare qu'il existe une menace de surchauffe de la centrale si les combats se propagent dans l'oblast de Zaporijjia et si la centrale est touchée par l'artillerie lourde ou si le réseau électrique qui dessert la centrale est coupé. Une surchauffe pourrait conduire à une fusion du cœur du réacteur, comme dans le cas de la catastrophe de Fukushima.

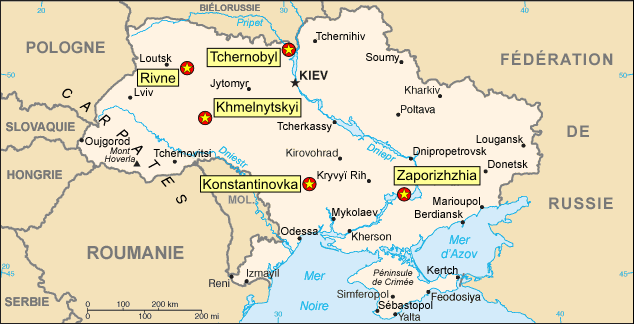
Carte des centrales nucléaires en Ukraine.

### 2014-2015: des incidents
Le 3 décembre 2014, le ministre de l'Énergie ukrainien Volodymyr Demtchichine annonce qu'un court-circuit, suivi de l'incendie d'un transformateur du réacteur no 3, a mis la centrale en arrêt automatique, le 28 novembre 2014, privant d'électricité la proche région,. Cet incident survient dans un contexte politique instable, alors qu'une crise énergétique menace (une partie du bassin houiller du Donbass est passée sous contrôle d'une rébellion prorusse, limitant les capacités des centrales thermiques ukrainiennes). La centrale devrait retrouver toute sa puissance le 5 décembre selon le ministre. Un communiqué sur le site de la centrale précise que le réacteur concerné (no 3) a été déconnecté du réseau jusqu'au 5 décembre, ajoutant qu'il n'y a pas de changement observé dans le taux de radiation autour de la centrale. De son côté, l'Institut de radioprotection et de sûreté nucléaire (IRSN) français n'a pas décelé de radioactivité inhabituelle (pour les deux releveurs installés sur le toit de l'ambassade de France à Kiev).
Le 16 mai 2015, le réacteur no 4 de la centrale a été déconnecté du réseau pour raison de sécurité.

### 2022-2024: invasion russe

#### Prise de contrôle de la centrale en 2022
Le 26 février 2022, deux jours après le début de l'invasion de l'Ukraine par la Russie, les troupes russes s'approchent de la centrale nucléaire ukrainienne de Zaporijjia et, selon Vadym Denysenko, conseiller du ministre de l'Intérieur ukrainien, pointent leurs roquettes sur le site.
Le 2 mars, l'Agence internationale de l'énergie atomique annonce avoir été informée par la Russie de la prise de contrôle de la zone entourant la centrale.
La nuit du 4 mars, la centrale est bombardée par l'armée russe, ce qui entraîne un incendie, selon le maire d'Enerhodar et le ministre des Affaires étrangères ukrainien Dmytro Kouleba,,,, le porte-parole de la centrale ajoutant que les tirs empêchent les pompiers d'intervenir.
Au matin du 4 mars, l'incendie a été maitrisé, et l'armée russe occupe la centrale. Le personnel en assure le fonctionnement et aucune fuite radioactive n'a été détectée. Un seul des six réacteurs est encore en service. L'objectif stratégique de cette occupation est de protéger la centrale hydroélectrique de Kakhovka, obligeant les forces ukrainiennes à se limiter à des frappes de précision.
Le 19 mai, l'homme politique russe Marat Khousnoulline annonce que son pays veut couper l'Ukraine de sa centrale, sauf si Kiev paye Moscou pour l'électricité produite,.
Début août, trois des six réacteurs sont à nouveau opérationnels, mais un bombardement touche un transformateur haute tension, et cause l'arrêt automatique du réacteur n°3, et le démarrage de ses groupes électrogènes de secours. Le 5 août, Energoatom assure être toujours en contact avec le site et recevoir des données sur la surveillance des radiations.
Le 6 août, de nouveaux bombardements proche de la centrale font craindre, selon l'AIEA, une réelle « catastrophe nucléaire » qui pourrait mettre en danger la santé publique et l'environnement en Ukraine et au-delà.
Le 8 août, Energoatom affirme que les niveaux de radiations sont stables,.
Le 10 août, la WENRA publie une analyse de sûreté de la centrale nucléaire ukrainienne de Zaporizhzhya au regard de ses récents dommages, concluant, au vu des données disponibles, à des impact limité et n'ayant pas causé de situation d'accident industriel.
Le 10 août, le G7 accuse la Russie de « mettre en danger » la région ukrainienne autour de la plus grande centrale d'Europe, exigeant « que la Russie rende immédiatement à son propriétaire souverain légitime, l'Ukraine, le contrôle total de la centrale nucléaire de Zaporijjia ».
Le 11 août, le site est à nouveau bombardé, endommageant plusieurs capteurs de mesures de radioactivité. Au Conseil de sécurité de l'ONU, l'AIEA, qui demande sans succès l'autorisation de visiter la centrale, déclare devant le Conseil de sécurité de l'ONU que « l'heure est grave ».
Le 18 août, le secrétaire général de l'ONU, António Guterres, et le président turc Recep Tayyip Erdoğan rencontrent à Lviv Volodymyr Zelensky, qui estime que l'ONU devait « assurer la sécurité de ce site stratégique, sa démilitarisation et sa libération complète des troupes russes ».
Olivier Gupta, président de l'Association des autorités de sûreté nucléaire des pays d'Europe de l'Ouest, rappelle qu'une centrale nucléaire a besoin d'être constamment alimentée en eau et en électricité pour assurer le refroidissement du combustible, même quand le réacteur est à l'arrêt. Or, Zaporijjia n'est pas totalement déconnectée du réseau électrique, mais des lignes électriques alimentant le site sont touchées, et la centrale doit compter sur des groupes électrogènes de secours à moteur Diesel, ce qui amoindrit la sûreté du site. « Il est important que des experts internationaux puissent examiner non seulement l'état des installations mais aussi l'organisation du travail, les conditions de maintenance, les chaînes de responsabilité : l'exploitant ukrainien conserve-t-il la pleine responsabilité des opérations et des décisions ? C'est là un principe fondamental de la sûreté nucléaire ».
Le 19 août, le président Macron téléphone à Vladimir Poutine, qui donne son accord pour une mission de l'AIEA, se disant prêt « à fournir toute l'assistance nécessaire aux inspecteurs de l'Agence » et acceptant que cette équipe internationale passe par l'Ukraine et non par la Russie (ce qu'il exigeait auparavant).
Le 22 août, la Russie demande une réunion du Conseil de sécurité des Nations unies pour le lendemain, au sujet des bombardements du site nucléaire de Zaporijjia,.
Le 25 août, deux réacteurs de la centrale encore en fonctionnement sont déconnectés du réseau, après l'endommagement des lignes à haute tension, provoquant la déconnexion totale de la centrale de Zaporijjia du réseau électrique ukrainien pour la première fois de son histoire.
Le 26 août, Energoatom annonce avoir reconnecté la centrale au réseau électrique et que ses systèmes de sécurité fonctionnent normalement. L'ONU appelle à démilitariser les environs de la centrale et permettre l'envoi d'une mission d'inspection internationale,.
Le 27 août, selon Energoatom, après de nouvelles frappes russes, « l'infrastructure de la centrale a été endommagée et il existe des risques de fuite d'hydrogène et de pulvérisation de substances radioactives ».
Le 28 août, les autorités régionales annoncent une campagne dans un rayon de 50 kilomètres autour de la centrale, expliquant comment utiliser l'iode en cas de fuite radioactive, et la mairie de Zaporijjia fait distribuer des comprimés d'iode.
Le 29 août, le directeur général de l'Agence internationale de l'énergie atomique est en route, avec une équipe d'experts venus de Pologne et de Lituanie (plutôt favorables à l'Ukraine, et des représentants de la Serbie et de la Chine, plus proches de la Russie), pour évaluer les dommages, l'état des  systèmes de sûreté et de sécurité, les conditions de travail du personnel, et effectuer des activités de sauvegarde urgentes,,.
Le 30 août, Volodymyr Zelensky demande à la communauté internationale et à l'AIEA (dont des membres sont arrivés le jour-même) que la Russie concède « une démilitarisation immédiate de la centrale, le départ de tous les militaires russes avec tous leurs explosifs, toutes leurs armes » et qu'une zone démilitarisée soit établie autour d'elle,.
Dans la nuit du 2 au 3 septembre 2022, des roquettes auraient été tirés à l'aide d'un lance-roquette multiple par l'armée russe depuis un lieu proche de la centrale, selon un article, accompagné d'une vidéo, publié par The Insider,.
Le 6 septembre 2022, selon un rapport de l'AIEA, « la situation actuelle est intenable » et « les bombardements sur le site et dans les environs doivent cesser immédiatement pour éviter de provoquer de nouveaux dommages aux installations » ; il réclame la mise en place urgente d'une « zone de sécurité » non bombardée, pour prévenir un accident nucléaire, ce qui ne correspond pas à la « démilitarisation du site », qui implique le départ des soldats russes, demandée par Kiev, par le secrétaire général de l'ONU et par les pays occidentaux alliés de l'Ukraine. La mission constate la présence de soldats et de matériel militaire russes en divers endroits de la centrale, dont des véhicules stationnés dans les salles des turbines.
Par un décret du 5 octobre 2022, Vladimir Poutine déclare que la centrale devient propriété de la Russie.
Le 8 octobre 2022, la centrale est à nouveau isolée du réseau électrique ; le refroidissement des réacteurs ne peut plus être assuré que par des générateurs diesel.
Le 9 octobre 2022, l'AIEA annonce que la centrale est reconnectée au réseau, et que Rosatom a envoyé du fuel supplémentaire.

#### Perte du refroidissement par le réservoir de Kakhovka depuis 2023
Dans la nuit du 5 au 6 juin 2023, le barrage hydroélectrique de Kakhovka, situé en aval de la centrale, est fortement endommagé, ce qui induit une baisse du niveau d'eau dans le réservoir de Kakhovka. Dans les jours qui suivent, la centrale constitue des réserves d'eau via le réservoir de Kakhovka. Dans cette situation, les réacteurs de la centrale sont refroidis par des bassins équipés de systèmes d'aspersion, appelés bassins fontaines.
Le 22 juin 2023, le président ukrainien accuse la Russie d'avoir l'intention de commettre un attentat terroriste sur la centrale.

### En 2024
Selon l'AIEA le 16 avril 2024, la centrale s'approche « dangereusement d'un accident nucléaire ». En juillet, Rafael Mariano Grossi (président de l'AIEA) estime que  « la situation en matière de sûreté et de sécurité nucléaires à la centrale nucléaire de Zaporijjia reste très difficile (...) notamment en ce qui concerne les efforts visant à assurer la maintenance adéquate des principaux systèmes de sûreté et d'autres équipements vitaux ».
Le 11 aout 2024, un incendie se déclare dans l'une des deux tours aéroréfrigérantes. Selon l'Ukraine les occupants russes en sont responsables, et selon le gouverneur (prorusse) de la région (Evguéni Balitsky), ce serait le bombardement de la ville d'Energodar par l'armée ukrainienne qui aurait causé l'incendie. L'AIEA (qui dispose de personnel de surveillance dans la centrale), dans la soirée dit qu'elle n'a « pas relevé d'impact sur la sûreté nucléaire (...) Il n'y a pas de risque d'explosion de vapeur ou d'autres conséquences ». L'incendie a été maitrisé le lendemain.
La Russie ne procédera plus à la rotation des observateurs de l'agence internationale de l'énergie atomique (AIEA) à la centrale nucléaire de Zaporijia à travers le territoire ukrainien. C'est ce qu'a déclaré le représentant permanent de la fédération de Russie auprès des organisations internationales à Vienne Mikhaïl Oulianov.

## En 2025
L'AIEA s'inquiète de la multiplication des attaques proches de la centrale nucléaire de Zaporijjia et des dommages subis par le réseau électrique qui menacent la sûreté nucléaire en risquant de perturber les procédures de refroidissement vitales des réacteurs. Après une dernière rotation d'observateurs venus à Zaporijjia via l'Ukraine, la Russie refuse que les observateurs de l'AIEA arrivent à la centrale via l'Ukraine, officiellement, en raison des risques qu'ils courent en traversant des régions en guerre et n'avait accepté la rotation en février qu'à la demande du secrétariat de l'AIEA. Cependant, la partie russe n'a pas l'intention de répéter de telles expériences. En mars 2025, alors que la Russie souhaite redémarrer les réacteurs et se les approprier, selon Médiapart, l'AIEA est accusée d'être trop accommodante avec l'occupant russe et Rosatom. Lors d'un Conseil de sécurité de l'ONU (30 mai 2023) l'AIEA a présenté cinq principes concrets nécessaires pour prévenir un accident nucléaire en Ukraine, qu'il est demandé aux deux parties de respecter : ne pas utiliser la centrale comme site de lancement d'attaques, ni comme cible ; ne pas stocker d'armes lourdes sur le site, ni l'utiliser comme base pour le personnel militaire ; protéger les sources d'énergie hors site ; en protéger toutes les structures, et tous les systèmes et composants essentiels contre les attaques ou les sabotages ; et s'abstenir de toute action susceptible de compromettre ces principes.
Des fuites d'acide borique ont été évoquées par Korii/Slate. Selon ce média, des inspecteurs auraient relevé en 2023 des pertes de bore – un absorbeur de neutrons indispensable à la régulation et à l'arrêt d'urgence des réacteurs –  sur les réacteurs n°4 et n°6 (et les responsables russes auraient alors restreint l'accès des inspecteurs à certaines zones du réacteur n°6 durant deux semaines, en précisant que la fuite, jugée mineure, ne serait pas réparée dans l'immédiat), puis en février 2024 sur le réacteur n°1. L'AIEA a signalé que la propreté était généralement bonne, mais que du pétrole a été trouvé sur le sol du hall du réacteur (provenant des grues intérieures), et que des dépôts de bore ont été observés sur le sol de certains des locaux des systèmes de sécurité des réacteurs de l'unité 4.
En avril, l'équipe de l’AIEA basée sur le site continue ses visites pour surveiller et évaluer la sûreté et la sécurité nucléaires, y compris dans le stockage du combustible usé à sec et le laboratoire de surveillance des radiations, ainsi que dans les entrepôts de la centrale. Elle a aussi discuté de l'entretien électrique à venir, des niveaux de dotation, de la formation et des qualifications du personnel.
Le 8 mai 2025, l'AIEA rappelle qu'avant le conflit, la centrale nucléaire de Zaporijjia avait accès à un total de dix lignes électriques externes (de 750 et 330 kV). L'Agence alerte aussi sur le fait que durant cette guerre, le site a perdu toute alimentation électrique hors site à huit reprises.